# Adelocephala rubra
Adelocephala rubra är en fjärilsart som beskrevs av Max Wilhelm Karl Draudt 1930. Adelocephala rubra ingår i släktet Adelocephala och familjen påfågelsspinnare. Inga underarter finns listade i Catalogue of Life.